# Milhad Sadikou
 (juillet 2024).
Milhad Sadikou, née le 1er août 2003 à Lagny-sur-Marne, est une footballeuse internationale franco-béninoise. Attaquante de l'AJ Auxerre Stade, est la meilleure buteuse béninoise à l'étranger lors de la saison 2023-2024 en marquant 40 buts  en Régional 1.

## Biographie
Originaire de Porto-Novo (au Bénin), Milhad Sadikou, naît le 1ᵉʳ août 2003 à Lagny-sur-Marne dans le département de Serne-et-Marne en région Ile-de-France,. Titulaire d'un bac général en 2021, elle obtient un BTS à Dijon. C'est à l'âge de 13 ans qu'elle commence le football au club Meaux Academy.

### Carrière en club
À 18 ans, elle entame en Régional sous les couleurs de l’ASS Sarcelles où elle s'adjuge 22 buts durant la saison de 2022-2023 avec les U19. Sa performance lui a valu un transfert estival au club AJ Auxerre Stade.
Chez les AJA, elle inscrit 40 buts et délivre 16 passes décisives en 27 matchs  avec le club auxerrois finissant ainsi  meilleure buteuse en Régional 1 (D4 française) en 2023-2024. Prolifique en club, elle devient championne de la Coupe Féminine Bourgogne et du championnat du Régional 1 pour cette saison. De quoi permettre au club de disputer les matchs de barrages d'accession en D3.
À l'arrivée, elle s'offre un doublé dans la victoire 8-0 de son club contre Orvault S.F en juin 2024 et les AJA montent en D3. L'internationale franco-béninoise termine  alors la saison invaincue dans son club totalisant 43 buts toutes compétitions confondues en 29 matchs joués.

### En sélection
En 2021, elle rejoint l'équipe juniore béninoise. Pour sa première sélection chez les  Amazones, elle marque deux buts en deux matchs avant de rejoindre les U20 lors des éliminatoires de la coupe du monde féminine Costa-Rica 2022,.
Défaite par 2 buts à 1 face au Maroc, le 26 septembre 2021 à Porto-Novo, elle marque l'unique but des Béninoises et  buteuse au match-retour à Rabat en octobre. En mai 2023, elle inscrit son troisième but chez les U20 contre le Togo à Lomé, et réalise un doublé face à la Côte d'Ivoire. Milhad Sadikou comptabilise 5 buts avec la sélection nationale U20 Dames du Bénin.

## Palmarès

### En club
Championne de la Ligue Bourgogne Franche comté
Championne de la Coupe Féminine Bourgogne Franche comté

## Exploits individuels
Elle est, en 2024, la meilleure buteuse béninoise à l'étranger et meilleure buteuse du Régional1 avec 40 buts en 27 matchs disputés.